# Timi Donald
Timi Donald, rodným jménem Bruce Timmy Donald, (* 29. září 1946 Bristol) je anglický bubeník. V roce 1965 se stal členem glasgowské kapely The Pathfinders, která později vystupovala pod názvem Jason's Flock. Později působil ve skupině White Trash (později jen Trash). V roce 1973 spoluzaložil skupinu Blue. Během své kariéry spolupracoval s mnoha dalšími hudebníky, mezi něž patřili například John Cale, Richard Thompson a Roy Harper.

## Diskografie (nekompletní)
- Sandy (Sandy Denny, 1972)
- Henry the Human Fly (Richard Thompson, 1972)
- Gypsy Queen (Jónas Einar, 1972)
- Tigers Will Survive (Iain Matthews, 1972)
- In Search of Amelia Earhart (Plainsong, 1972)
- Journeys from Gospel Oak (Iain Matthews, 1972)
- Blue (Blue, 1973)
- Some Days You Eat the Bear (Iain Matthews, 1974)
- I Want to See the Bright Lights Tonight (Richard a Linda Thompson, 1974)
- Slow Dazzle (John Cale, 1975)
- Helen of Troy (John Cale, 1975)
- Marc Time (Marc Ellington, 1975)
- Hokey Pokey (Richard a Linda Thompson, 1975)
- Pour Down Like Silver (Richard a Linda Thompson, 1975)
- (guitar, vocal) (Richard Thompson, 1976)
- Rendezvous (Sandy Denny, 1977)
- Taking Off (Neil Innes, 1977)
- Some Things Never Change (David Kubinec, 1978)
- Sunnyvista (Richard a Linda Thompson, 1979)
- The Unknown Soldier (Roy Harper, 1980)